# Кубок Португалії з футболу 2003—2004
Кубок Португалії з футболу 2003–2004 — 64-й розіграш кубкового футбольного турніру в Португалії. Титул здобула Бенфіка (Лісабон).

## Календар
| Раунд           | Дата матчів          | Матчі | Клуби     |
| --------------- | -------------------- | ----- | --------- |
| Перший раунд    | 7 вересня 2003       | 68    | 228 → 160 |
| Другий раунд    | 28 вересня 2003      | 62    | 160 → 98  |
| Третій раунд    | 11-12 жовтня 2003    | 40    | 98 → 58   |
| Четвертий раунд | 22-23 листопада 2003 | 29    | 58 → 29   |
| П'ятий раунд    | 17 грудня 2003       | 14    | 29 → 15   |
| Шостий раунд    | 14-21 січня 2004     | 7     | 15 → 8    |
| 1/4 фіналу      | 11 лютого 2004       | 4     | 8 → 4     |
| 1/2 фіналу      | 16-17 березня 2004   | 2     | 4 → 2     |
| Фінал           | 16 травня 2004       | 1     | 2 → 1     |

## Четвертий раунд
| Команда 1              | Рахунок      | Команда 2             |
| ---------------------- | ------------ | --------------------- |
| 22 листопада 2003      |              |                       |
| Порту                  | 1:0          | Боавішта (Порту)      |
| Бенфіка                | 3:1          | Ештрела (Амадора)     |
| 23 листопада 2003      |              |                       |
| Алверка                | 0:1          | Віторія (Сетубал) (2) |
| Марітіму               | 2:0          | Фейренсі (2)          |
| Морейренсі             | 2:0          | Фафі (3)              |
| Віторія (Гімарайнш)    | 3:0          | Сан-Жуан-де-Вер (4)   |
| Жил Вісенте            | 0:2          | Санжуаненсі (3)       |
| Мая (2)                | 1:0          | Уніан Мадейра (2)     |
| Лоріняненсі (4)        | 2:3          | Бейра-Мар             |
| Педросуш (4)           | 0:0 пен. 4:2 | Лоулетану (3)         |
| Ештуріл-Прая (2)       | 2:1 дч       | Каса Піа (4)          |
| Спортінг (Ковілья) (2) | 0:4          | Уніан Лейрія          |
| Леса (3)               | 4:2 дч       | Портумашенсі (3)      |
| Пасуш-де-Брандан (4)   | 0:6          | Брага                 |
| Фатіма (3)             | 0:2          | Вілафранкенсі (3)     |
| Портімоненсі (2)       | 1:1 пен. 5:4 | Ногейренсі (4)        |
| Пасуш-де-Феррейра      | 2:1          | Оваренсі (2)          |
| Уніан де Ламаш (3)     | 0:1          | Марку (2)             |
| Камара де Лобуш (4)    | 0:1          | Насіунал (Фуншал)     |
| Белененсеш             | 2:0          | Авеш (2)              |
| АД Олівейренсі (4)     | 0:2          | Пенафієл (2)          |
| Санту Антоніу (3)      | 2:0          | Варзін (2)            |
| Фелгейраш (2)          | 2:1          | Суверенсі (4)         |
| Салгейруш (2)          | 2:0          | Фреамунде (3)         |
| Атлетіку (Лісабон) (4) | 0:1          | Ріу Аве               |
| 1 де Дезембру (4)      | 0:2          | Спортінг (Лісабон)    |
| Сінфайнш (4)           | 1:0          | Паредеш (3)           |
| Лейшойш (2)            | 0:2          | Навал (2)             |
| Академіка (Коїмбра)    | 4:2          | Інфешта (3)           |

## П'ятий раунд
Клуб Брага пройшов до наступного раунду після жеребкування.
| Команда 1           | Рахунок | Команда 2             |
| ------------------- | ------- | --------------------- |
| 17 грудня 2003      |         |                       |
| Порту               | 3:0     | Мая (2)               |
| Спортінг (Лісабон)  | 0:1     | Віторія (Сетубал) (2) |
| Уніан Лейрія        | 3:1     | Марітіму              |
| Санжуаненсі (3)     | 2:3     | Морейренсі            |
| Ріу Аве             | 1:0     | Бейра-Мар             |
| Ештуріл-Прая (2)    | 6:0     | Леса (3)              |
| Фелгейраш (2)       | -:+     | Вілафранкенсі (3)     |
| Пасуш-де-Феррейра   | 0:1     | Портімоненсі (2)      |
| Марку (2)           | 3:0     | Педросуш (4)          |
| Белененсеш          | 2:1     | Пенафієл (2)          |
| Санту Антоніу (3)   | 2:0     | Сінфайнш (4)          |
| Насіунал (Фуншал)   | 4:0     | Салгейруш (2)         |
| Віторія (Гімарайнш) | 0:2     | Навал (2)             |
| Академіка (Коїмбра) | 0:1     | Бенфіка               |

## Шостий раунд
Клуб Бенфіка пройшов до наступного раунду після жеребкування.
| Команда 1        | Рахунок      | Команда 2             |
| ---------------- | ------------ | --------------------- |
| 14 січня 2004    |              |                       |
| Уніан Лейрія     | 1:2          | Насіунал (Фуншал)     |
| Ріу Аве          | 2:1          | Портімоненсі (2)      |
| Ештуріл-Прая (2) | 1:0          | Віторія (Сетубал) (2) |
| Белененсеш       | 4:0          | Санту Антоніу (3)     |
| Марку (2)        | 0:0 пен. 7:8 | Навал (2)             |
| Морейренсі       | 1:2          | Брага                 |
| 21 січня 2004    |              |                       |
| Порту            | 4:0          | Вілафранкенсі (3)     |

## 1/4 фіналу
| Команда 1      | Рахунок      | Команда 2         |
| -------------- | ------------ | ----------------- |
| 11 лютого 2004 |              |                   |
| Бенфіка        | 2:1          | Насіунал (Фуншал) |
| Ріу Аве        | 1:2          | Порту             |
| Белененсеш     | 2:2 пен. 5:4 | Ештуріл-Прая (2)  |
| Навал (2)      | 2:3          | Брага             |

## 1/2 фіналу
| Команда 1       | Рахунок | Команда 2  |
| --------------- | ------- | ---------- |
| 16 березня 2004 |         |            |
| Брага           | 1:3     | Порту      |
| 17 березня 2004 |         |            |
| Бенфіка         | 3:1     | Белененсеш |

## Фінал
| 16 травня 2004 |

| Порту      | 1:2 дч   | Бенфіка               |
| ---------- | -------- | --------------------- |
| Дерлей 45' | Протокол | Фіссас 58' Сімау 104' |

| Національний стадіон (Жамор), Оейраш Глядачів: 38 000 Арбітр: Лусіліу Батішта |